# Andrés Carrascosa Coso
Andrés Carrascosa Coso (né le 16 décembre 1955) est un prélat espagnol de l'Église catholique qui travaille au service diplomatique du Saint-Siège. Il est nonce apostolique en Équateur (en) depuis 2017.

## Biographie
Né à Cuenca, Espagne le 16 décembre 1955, Andrés Carrascosa Coso grandit dans la municipalité d'Alcázar del Rey. Il étudie au Grand séminaire de Saint-Julien et est ordonné prêtre du diocèse de Cuenca le 2 juillet 1980. 

## Carrière diplomatique
Le 31 juillet 2004, le pape Jean-Paul II nomme Carrascosa Coso archevêque titulaire d'Elo (de) et nonce apostolique au Congo. Le 26 août, il le nomme également nonce au Gabon (en). Il reçoit sa consécration épiscopale le 7 octobre des mains du cardinal Angelo Sodano
Le 12 janvier 2009, Benoît XVI nomme Carrascosa Coso nonce apostolique au Panama (en),.
Le 22 juin 2017, le pape François a nommé Carrascosa Coso nonce apostolique en Équateur (en),,

## Décorations et honneurs
Après son séjour au Gabon et en reconnaissance de son service au Gabon, Carrascosa Coso est élevé au rang de grand officier de l'Ordre de l'Étoile équatoriale du Gabon,.
Le Panama reconnaît le service de Carrascosa Coso en tant que nonce au Panama en lui décernant la grand-croix de l'ordre de Vasco Núñez de Balboa